# ジャニーズ性加害問題当事者の会
ジャニーズ性加害問題当事者の会（ジャニーズせいかがいもんだいとうじしゃのかい、英語名称: Johnny's Sexual Assault Victims Association、JSAVA）は、芸能事務所・ジャニーズ事務所（現・SMILE-UP.）の創業者であるジャニー喜多川による性加害問題の当事者らによって設立された当事者団体である。
ジャニーズ事務所に所属したことのある有志の元ジャニーズJr.らが中心メンバーとなり、当該問題の当事者として、ジャニーズ事務所に対する事実認定と謝罪、そして超法規的な被害者の救済と補償を求めるために活動していた。ジャニーズ事務所と関係者らが犯した罪、これらに対して訴訟も視野に入れてあらゆる可能性で責任と救済を追求していくとしていた。当該問題に対して告白・告発されてきた被害者への救済も、同様に支援していた。
発足は2023年6月26日。発足時の代表は平本淳也、副代表は石丸志門。平本は2024年1月31日に代表を辞任、当事者の会も退会し、2024年2月時点で代表は不在となった。2024年7月17日、本会の公式HPが削除された。同年9月7日をもって本会は解散した。

## 主張・活動

### 主張
- 事務所に対して、被害者との対話や基金の設立などを主張している[5]。
  - 基金（財団）の運営については、ジャニーズ事務所の売上から毎年3%[注 1]を受け取れば、被害者を救済できると主張している[8]。
- 活動目的は「お金目当て」であると副代表の石丸は明言しており、後に続く人たちの補償額が下がらないように、また、性犯罪を行うと制裁を受けるという前例を作らなくてはいけないとしている[9]。
- 子供に対する性犯罪においては、被害を訴えることが難しいため、時効を撤廃するべきと主張している[10]。
- 企業がジャニーズ事務所と契約しない動きについては、タレントにも人権があるため、性急であると主張している[11]。

### 活動
- 2023年6月26日、発足。
- 2023年7月18日、東京都内で初会合を開いてジャニーズ事務所に対し、性被害があったことの認定と謝罪を求めていく方針を確認した[12][13]。
- 2023年7月25日、「ビジネスと人権」に関する国連人権理事会の作業部会から石丸志門、中村一也、ハヤシ（仮名）、イズミ（仮名）の4人が、弁護士同席のもと約2時間にわたって聞き取りを受けた[14]。
- 2023年7月27日、立憲民主党が国会内で開いたヒアリングに中村一也が出席し、政府がまとめた「緊急対策パッケージ」について「実情が分かってない」と指摘した[15]。
- 2023年7月28日、「ビジネスと人権」に関する国連人権理事会の作業部会から平本淳也、志賀泰伸、二本樹顕理の3人が大阪市内にて聞き取りを受けた。
- 2023年8月4日、日本記者クラブで開かれた「ビジネスと人権」に関する国連人権理事会の作業部会の会見を受け、同日日本記者クラブでハヤシ（仮名）、志賀泰伸、中村一也、平本淳也、石丸志門、二本樹顕理、イズミ（仮名）の会メンバーの7人が会見を開いた[16]。
- 2023年8月7日、立憲民主党が国会内で開いたヒアリングに石丸志門と「ビジネスと人権対話救済機構」の代表理事である蔵元左近弁護士が出席し、小倉將信こども政策担当大臣や林芳正外務大臣と面談したいと訴えた[17][18]。
- 2023年8月14日、ジャニーズ事務所が設置した「再発防止特別チーム」からの聞き取りを受けた平本淳也、石丸志門、大島幸広と、同席した杉山和也弁護士がヒアリング報告記者会見を開いた[19]。
- 2023年8月15日、本橋信宏著『僕とジャニーズ』刊行記念「35年目の真実」トークイベントDAY1 に平本淳也が出席してトークイベントを行った[20]。
- 2023年8月16日、一般社団法人ふぇみ・ゼミのイベントに平本淳也と中村一也が参加した[21][22]。
- 2023年8月21日、石丸志門が参院議員会館を訪れ、蓮舫参院議員と国対委員代理の山井和則衆院議員と国会内で懇談した[23]。秋の臨時国会での再発防止に向けた法整備を求めた[24]。
- 2023年8月30日、立憲民主党が国会内で開いたヒアリングに石丸志門と大島幸広が出席した[25]。官僚は内閣府の田中宏和男女間暴力対策課長、法務省の大西耕太郎大臣官房司法法制部部付浅沼雄介刑事局参事官、井川貴文刑事局局付石井奈沙人権擁護局局付、警察庁生活安全局人身安全・少年課課長補佐の野口義弘、刑事局捜査第一課課長補佐の北啓二、こども家庭庁鈴木達地成育局安全対策課課長、外務省松井宏樹総合外交政策局人権人道課企画官、経済産業省折居直大臣官房ビジネス・人権政策調整室室長が参加した[26][27]。
- 2023年9月4日、平本淳也、石丸志門、大島幸広、長渡康二、中村一也、ハヤシ（仮名）、イズミ（仮名）の会メンバーの7人が東京都内で記者会見を開いた。事務所に対して被害者との対話や基金の設立などを要望し、刑事告発をする意向があることも明らかにした。俳優の服部吉次も会見に出席し当事者の会に協力する意向を示した[28]。
- 2023年9月7日、ジャニーズ事務所の記者会見を受け、平本淳也、石丸志門、大島幸広、長渡康二、中村一也、ハヤシ（仮名）、イズミ（仮名）、志賀泰伸の会メンバーの8人が日本記者クラブで記者会見を開いた[29]。服部吉次も会見に出席した。
- 2023年9月11日、日本弁護士連合会に対して、事務所の性加害行為の調査や、被害回復のための措置などを求める人権救済を申し立てた[30]。申立人は当事者の会のメンバー9人。平本淳也、石丸志門、中村一也 、イズミ（仮名）、ハヤシ（仮名）、大島幸広の6人が東京都内で記者会見を開いた[31]。同日、当事者の会メンバー宅に不審な小包が届いたが、中には、ＵＳＢメモリーと手紙、差出人の免許証のコピーが入っていた。差出人は、国連の作業部会のメンバーと接触した当事者の会メンバーに、未解決事件について国連に訴えてもらいたいという思いがあったとみられる[32]。
- 2023年9月12日、国会内で開かれた立憲民主党のヒアリングには石丸志門、大島幸広が出席し、日本共産党の「芸能分野での性虐待問題等についてのプロジェクトチーム」のヒアリングには吉良よし子同プロジェクトチーム責任者、宮本たけし事務局長、小池晃書記局長、田村智子副委員長ら衆参の国会議員15人、平本淳也、石丸志門が参加した[33]。国の積極的な関与や、子どもに対する性加害事件の時効を撤廃などを求めた[34][35][36]。長渡康二も参加予定だったが不慮の事故により怪我を負い不参加となった[37]。
- 2023年9月22日、平本淳也氏が自身や会への誹謗中傷を受け、弁護士、ＮＰＯ法人「ビリオンビー」と共に神奈川県警に相談した[38][39][40]。
- 2023年9月22日、平本が一部週刊誌の取材に応じ、かつてジャニーズ事務所に所属していた滝沢秀明を告発[41]。これに対し、滝沢はX（旧Twitter）において「こうした事実と異なる内容の掲載は暴力と同じだと思います」と強く抗議[42]。これを受け、平本は本会のホームページにおいて、告発という意図は全くなく誤解であると弁明した[43]。
- 2023年9月29日、都内の弁護士事務所で平本淳也、大島幸広、飯田恭平、中村一也、イズミ（仮名）とオンライン参加の二本樹顕理が性暴力時効撤廃めざして、性被害の時効撤廃に向けて活動を支援する団体と新たな運動を起こすことを提案し話し合った。以後はシンポジウムの開催や署名活動などを行う。会の名称は「性暴力時効撤廃フォーラム」とする予定[44][45]。
- 2023年10月4日、立憲民主党が国会内で開いたヒアリングに平本淳也と石丸志門が出席し、国の積極的な関与や、性被害を受けた人が安心して相談できる窓口の整備を求めた[46][47]。
- 2023年10月5日、ジャニーズ事務所側と東京都内で面会したことを明らかにした。面会の場は、同事務所が顧問契約する弁護士事務所で10月3日に14時から約２時間行われ非公開。当事者の会からは平本淳也、石丸志門、大島幸広、志賀泰伸、ほか会メンバー、服部吉次や弁護士ら12人が参加し、事務所側は東山紀之、藤島ジュリー景子前社長、弁護士ら6人が出席した[48][49]。
- 2023年10月8日、ジャニーズ事務所による記者会見のやり直しなどを求める要請文を発表した[50]。
- 2023年10月10日、平本淳也がインターネットを通じた誹謗中傷について名誉毀損容疑で神奈川県警に告訴状を提出し受理された[51]。
- 2023年10月16日、SMILE-UP.（旧ジャニーズ事務所）宛てに以下の8つの対応を求める要請書を提出した[52][53]。
  1. SMILE-UP.の資産と利益[注 2]を、被害者への補償と救済、慈善団体への寄付に充てること
  2. SMILE-UP.と本会が協力して全容究明を行い、救済・補償を行う新規の委員会を設置すること
  3. SMILE-UP.と既存の被害者救済委員会[注 3]に、本会が推奨する複数名が参加すること
  4. 具体的な補償額について、法を越えた救済を図ること
  5. 具体的な手続内容、認定基準、補償基準を速やかに公表すること
  6. 示談書を公表すること
  7. 補償総額の予算を公表すること
  8. 全ての被害者[注 4]に対して救済措置を実施すること
- 2023年10月24日、衆院本会議にて立憲民主党の吉田晴美議員からの質問を受け、ジャニー喜多川の性的児童虐待問題に対する岸田文雄首相の答弁を平本淳也と石丸志門が傍聴した[54]。
- 2023年10月27日、衆院予算委員会にて立憲民主党のおおつき紅葉議員からの質問を受け、ジャニー喜多川の性的児童虐待問題に対する岸田文雄首相の答弁を平本淳也と石丸志門が傍聴した[55]。岸田首相は現時点で当事者の会との面会は控える方針だが、加藤こども政策担当相からは前向きな発言が出ていた。
- 2023年11月3日、二本樹顕理がネット上で誹謗中傷を受けたとして、大阪府警に被害届を出した[56]。
- 2023年11月9日、飯田恭平がネット上で誹謗中傷を受けたとして、神奈川県警に被害届を提出した。自身のXを通じて明らかにした。同県警港北署は名誉毀損容疑で受理した[57]。
- 2023年11月14日、メンバーの40歳代の男性が、10月中旬に大阪府箕面市の山中で死亡していたことがわかった。近くに遺書のようなメモがあり、府警は現場の状況から自殺とみているという[58][59]。
- 2023年11月17日、石丸志門がネット上の誹謗中傷の被害について、警察署に相談したことを明かした[60][61]。
- 2023年12月5日、中村一也、大島幸広、長渡康二が国会内で立憲民主党の泉健太代表に子供に対する性犯罪の時効撤廃についての要望書を提出した[62]。
- 2023年12月7日、立憲民主党が開いた「内閣・総務・デジタルPT合同会議」に、二本樹顕理、中村一也、大島幸広、NPO法人「ビリオンビー」の森山史海理事長、池津学弁護士が出席した[63][64][65]。
- 2023年12月12日、平本淳也が自身のSNSに寄せられ続ける誹謗中傷の実態を明かし、誹謗中傷の抑制に繋がる条例の制定や相談窓口の設立などを横浜市に求めた[66]。
- 2024年1月15日、石丸志門、岡田幸治、倉田順一、川井研一郎 、杉山和也顧問弁護士の5人が東京・衆議院会館で記者会見を開き「被害者救済委員会やスマイルアップは被害者が安心感をもって対話できる環境を整えてほしい」と要望した[67][68][69][70]。「衆議院第一会館をお借りして会見に臨んでいるが思いを汲んでこの問題を決して許すことなく提起し続けている立憲民主党の協力や勉強会も開催されている熱心な日本共産党の応援もあって、この席から全国と世界にメッセージを発信し続ければとの思いがあり、この議員会館での会見を実施させていただきました[71]」「アメリカ大使館だけでなく、地球規模で支援を募り、日本で行われた人類史上最大最悪の性被害、性加害事件と、その実態、そして元凶に置かれた被害者の苦しみやつらさを世界中に晒したいと今後も休まず活動してまいります」と語った[72]。
- 2024年1月17日、石丸志門がインターネット上で自身に対する誹謗中傷が繰り返されたとして、名誉毀損容疑で埼玉県警に提出した被害届が受理されたと明らかにした[73]。
- 2024年1月18日、インターネット上の誹謗中傷の書き込みをめぐり、事業者に対応強化を求める法律の改正案を、政府が通常国会に提出する方向で調整していることを受け、改正案の内容では不十分だとし、平本淳也と、東京のNPO法人「シンクキッズ―子ども虐待・性犯罪をなくす会」代表理事の後藤啓二弁護士が、総務省の有識者会議が実施している誹謗中傷対策についてのパブリックコメントに意見書を提出した[74][75]。
- 2024年1月22日、当事者の会の代理人の蔵元左近弁護士と杉山和也弁護士はオンラインで開かれた記者会見で、補償に関する要請書を「被害者救済委員会」に提出したと発表した[76][77]。救済委員会に対し、次の点も踏まえた補償金額の算定をおこなうよう要請した[78]。
  1. 慰謝料の対象となる精神的損害のほか、被害者の身体の健康についての被害（疾患、治療費等）に関する補償
  2. 性加害で貴い人生が損なわれたことについての逸失利益の補償
  3. 被害を告白される中で精神的な苦しみや被害を受けた被害者の近親者における損害（慰謝料等）の補償
  4. SMILE-UP.や救済委員会との交渉のために被害者が弁護士を選任した費用
  5. 1979年7月に15歳の少年が聖職者から性加害を受けた事件で合計9500万USドルの賠償（当時1ドル239円、約230億円）の支払いが命じられた海外の賠償事案の裁判例などを参照した金額補償をおこなうよう求めた
- 2024年1月26日、昨年9月に旧事務所からの謝罪や被害回復などを求め、日弁連に人権救済申し立てをしていたが日弁連から聞き取りを受けたことを平本が明らかにした[79]。
- 2024年1月29日、中村一也がネット上で誹謗中傷を受けたとして埼玉県警に被害届を提出し、受理されたと明らかにした[80]。
- 2024年2月3日、石丸志門が平本淳也が代表辞任と当事者の会を脱退したことについてコメントを発表した。「平本は代表職を辞任したとはいえ常に緊密に連絡を取っており、本人もこれまでやってきた多くの被害者対応を出来る範囲で継続して行っております」「決して仲違いをしたとかではなく、あくまでも体調の悪化が辞任の理由ですので、私たちの関係はいささかも変わりません」と説明した[81]。
- 2024年2月8日、石丸志門がSMILE-UP.が設置している被害者救済委員会と初めて面会した。2023年10月に平本元代表らとともに東山社長や藤島ジュリー景子氏らと対面したが、2023年12月以降は、「救済委員会に一任するのでそこに申請してほしい」とSMILE-UP.が当事者の会に対して方針を示し、今回に至った。元裁判官と弁護士の2人と1時間以上にわたって話し事務所に入所した経緯や自身の性被害の内容を説明し、海外の事例などを参考に自身で請求すべき金額を逸失利益を含めて20項目ほど挙げ計算した額を提示した[82][83]。また東山社長と面談したい旨を伝えた。約3週間後に補償額を提示されるという。
- 2024年2月21日、被害者救済委員会から石丸志門に対して1800万円の補償金を示したが、「被害の実態と比べて補償額が少ない」として、提示された額では補償金を受け取らない意向で、引き続き、話し合いを続けたいとしている[84]。同日、NPO法人「ビリオンビー」がX上で当事者の会のサポートを終了したと発表した[85]。
- 2024年3月25日、志賀泰伸をSNSで誹謗中傷したとして、高松区検が高松市の58歳を侮辱罪で高松簡裁に略式起訴した[86][87]。
- 2024年5月9日、石丸志門がSMILE-UP.から民事調停を申し立てる方針を伝えられたことを明らかにした[88]「SMILE-UP.が費用を負担して、調停を行うということになり、私もそれに同意しました」とのこと。
- 2024年5月16日、中村一也と長渡康二が旧ジャニーズ事務所の元社員2人による性加害を捜査するよう求める要望書を、警視庁赤坂署に提出した[89]。SMILE-UP.社にも要望書を送付し、赤坂署への情報提供と、被害者への誹謗中傷をやめるよう求めるメッセージの公表などを求めている。
- 2024年5月30日、国際人権NGO「ヒューマンライツ・ナウ」が国連ビジネスと人権作業部会による訪日調査の最終報告書が発表されたことを受け、都内で会見を行った[90]。ヒューマンライツ・ナウ副理事長の伊藤和子弁護士、石丸志門、平本淳也ら他が出席した。
- 2024年6月27日、国際人権NGO「ヒューマンライツ・ナウ」はスイスのジュネーブで企業活動による人権侵害に対する日本の取り組みをテーマにしたイベントを開き、二本樹顕理が登壇した[91]。
- 2024年7月10日、平本淳也をSNS上で中傷したとして神奈川県警は投稿した20代女性を脅迫と侮辱の疑いで横浜地検に書類送検した[92][93]。
- 2024年7月17日、元テレビ朝日法務部長で弁護士の西脇亨輔が公開したYouTube動画で石丸志門と平本淳也が5月に告発状を検察庁に持参し、検事総長宛てで旧ジャニーズ事務所の元社員2人を刑事告発したことを明らかにした[94]。
- 2024年7月26日、石丸志門とSMILE-UP.による第１回目の調停がさいたま簡易裁判所で行われた[95]。
- 2024年9月3日、石丸志門とSMILE-UP.による第2回目の調停がさいたま簡易裁判所で行われた[96]。
- 2024年9月3日、当事者の会が同月7日を以って解散するとの声明を発表した[4]。
- 2024年10月9日、当事者の会元メンバーの志賀泰伸、長渡康二、中村一也が日本記者クラブで記者会見し「世界的大事件が風化の一途をたどっていると感じている」と懸念を表明した[97][98]。
- 2024年11月5日、被害補償の金額をめぐってSMILE-UP.が調停を取り下げ、石丸志門を提訴した[99]。

## 分裂騒動
2023年10月3日に平本と石丸が東山紀之および藤島ジュリー景子と面会した際、「SMILE-UP.に入りたい、手を組んでやって行きましょう」「補償の手伝いをしたい、一緒に飲みに行きたい」と発言。この発言に「忍者」の元メンバー志賀泰伸や大島幸広らが強く反発し、本会を脱退した。志賀は10月5日の尾形聡彦と望月衣塑子のYouTubeチャンネル「Arc Times」Liveにて退会を報告、そしてジャニー喜多川による性被害者救済のための新たな組織を立ち上げることを表明した。その後も脱退が相次ぎ、同年10月中に志賀と大島を含む5人が脱退した。平本は「全然、残念なことではありませんよ」とコメントしたが、分裂の危機と報道された。

## 補償問題
旧ジャニーズ側が「被害者救済委員会」を設置したことを受け、当初から本会と距離を置いていた橋田康が中心となり35人が交渉。この中で橋田は和解案を受け入れることを表明した。その後、旧ジャニーズ側は11月30日までに和解が得られた橋田を含む23人への補償金の支払いを終えたと発表した。
一方で、本会は補償を受けるとSMILE-UP.に入れなくなるとして面談の申し込みをしておらず、本会を通じて補償金の支払いを受けたメンバーは1人もいない状況だという。また、副代表を務める石丸の場合、補償金を得ると生活保護が止められる可能性を危惧しているという。
当初からSMILE-UP.へのメンバーの入社と毎年売り上げの3%の受け取りにこだわっていたものの、SMILE-UP.からは全く相手にされず、2024年1月31日には新たに45人に補償金を支払ったことを発表。土田一徳もSMILE-UP.から提示された補償案に合意したと報告した。旧ジャニーズ側はこの時点で補償内容の合意者数は190人、補償金の支払者数は170人と発表した。
1月いっぱいで代表の平本が脱退し副代表の石丸が事実上のトップとなるが、粛々と進む補償交渉に持ちこたえられなくなった石丸はようやく2月8日に被害者救済委員会に面談を申し込んだことを公表した。その後、21日に補償金として1800万円を提示されたが、石丸は「被害に対して補償額が少ない」としてこの提示を拒否する意向を示した。

## 構成員
本会が発足した当初は、平本淳也、石丸志門、中村一也、二本樹顕理、志賀康伸（2023年10月脱退）、イズミ（仮名）、ハヤシ（仮名）の7人だった。その後に岡田幸治、木村伸一、長渡康二（2023年10月脱退）、大島（2023年10月脱退）、飯田恭平（2023年10月脱退）、小関友弥（2023年10月脱退）の6人らが合流し、2023年10月3日時点で本メンバーは13名+シークレット数十名と主張していたが、脱退者が相次いだため、現在はホームページからリストは削除されている。2024年1月31日、平本が代表を辞任と会を脱退、その後は新代表は置かないこととした。

### 解散時点
- 石丸志門 - 副代表
- 中村一也 - 発起人
- 二本樹顕理 - 発起人
- イズミ（仮名）
- ハヤシ（仮名）
- 岡田幸治
- 木村伸一

### 脱退したメンバー
- 平本淳也 - 元代表。2024年1月31日付で代表辞任と脱退[3]
- 志賀泰伸 - 初期メンバーの1人で、2023年10月5日に脱退を報告[122]
- 大島幸広 - 2023年10月10日に脱退を報告[123]
- 飯田恭平 - 2023年10月12日に脱退を報告[124]
- 長渡康二 - 2023年10月12日に脱退を報告[108]
- 小関友弥 - 2023年10月12日に脱退を報告[108]